# Tert-ブチルジメチルシリル基

tert-ブチルジメチルシリル基

tert-ブチルジメチルシリル基 (tert-butyldimethylsilyl group) とは、有機化学において -Si(CH3)2C(CH3)3 と表される1価の官能基のこと。ケイ素上に 1個の tert-ブチル基と2個のメチル基を持つ。トリアルキルシリル基の一種で、合成化学ではアルコールなどの保護基として利用される。構造式上では TBS あるいは TBDMS と略記される。高い立体障害を特徴とする。

## 保護・脱保護
アルコール (ROH) を TBDMS保護して対応するシリルエーテル (RO-TBDMS) とするためには、tert-ブチルジメチルシリルクロリド (TBDMS-Cl) を適切な塩基とともに作用させる。1級アルコール、あるいはフェノールに対しては N,N-ジメチルホルムアミド溶液中でイミダゾールを用いるのが常法とされる。かさ高いアルコールに対しては、tert-ブチルジメチルシリルトリフラート (TBDMS-OTf) を 2,6-ルチジンとともに作用させる。
TBDMS保護されたアルコールはほとんどの酸化剤、還元剤、弱酸、塩基、多くの求核剤に耐性を示す。トリメチルシリル基 (TMS基) と比べて安定性は高く、それは反応剤の接近がその立体障害により速度論的に抑えられるためである。塩基による加水分解の速度は TMS基の約 10000分の1 とされている。TBDMSエーテルは強いルイス酸とは反応する。フッ化物イオンとの反応性は高く、TBDMS基の脱保護はもっぱらフッ化物の塩、あるいはフッ化水素の付加体が用いられる。有機溶媒中でフッ化テトラ-n-ブチルアンモニウム (TBAF) を作用させる手法が一般的である。
TBDMS基はまた、カルボキシル基の保護、末端アルキンの保護にも用いられる。化合物の脂溶性を高める目的でも用いられる。